# Pelousek
Pelousek (489 m n. m.) je vrch v okrese Liberec Libereckého kraje, ležící asi 1 km jihozápadně od vesnice Modlibohov, na katastrálním území Smržov a Starý Dub.
Vrch Pelousek je součástí magmatického žilného systému v Kotelské vrchovině, kde paralelně vedle sebe probíhá několik žil ve směru SV–JZ. Na nesouvislé žíle s Pelouskem leží jižněji i vrch Jelínka. Blízko na východ vede souvislejší Malá Čertova zeď a především západně známá Velká Čertova zeď.

## Geomorfologické zařazení
Vrch náleží do celku Ralská pahorkatina, podcelku Zákupská pahorkatina, okrsku Kotelská vrchovina, podokrsku Všelibická vrchovina a Modlibohovské části.

## Přístup
Automobil je možno zanechat severně od vrchu při silnici II/278 (Kotel – Český Dub). Ještě blíže je to možné v osadě Za Vrchy, kam se dá přijet z Českého Dubu. Po tomto úseku jižně od Pelousku vede lesem též žlutá turistická trasa, která pak pokračuje k rozcestí Pod Čertovou zdí. Na vrchol nevede žádná oficiální cesta.